# Martino Martini

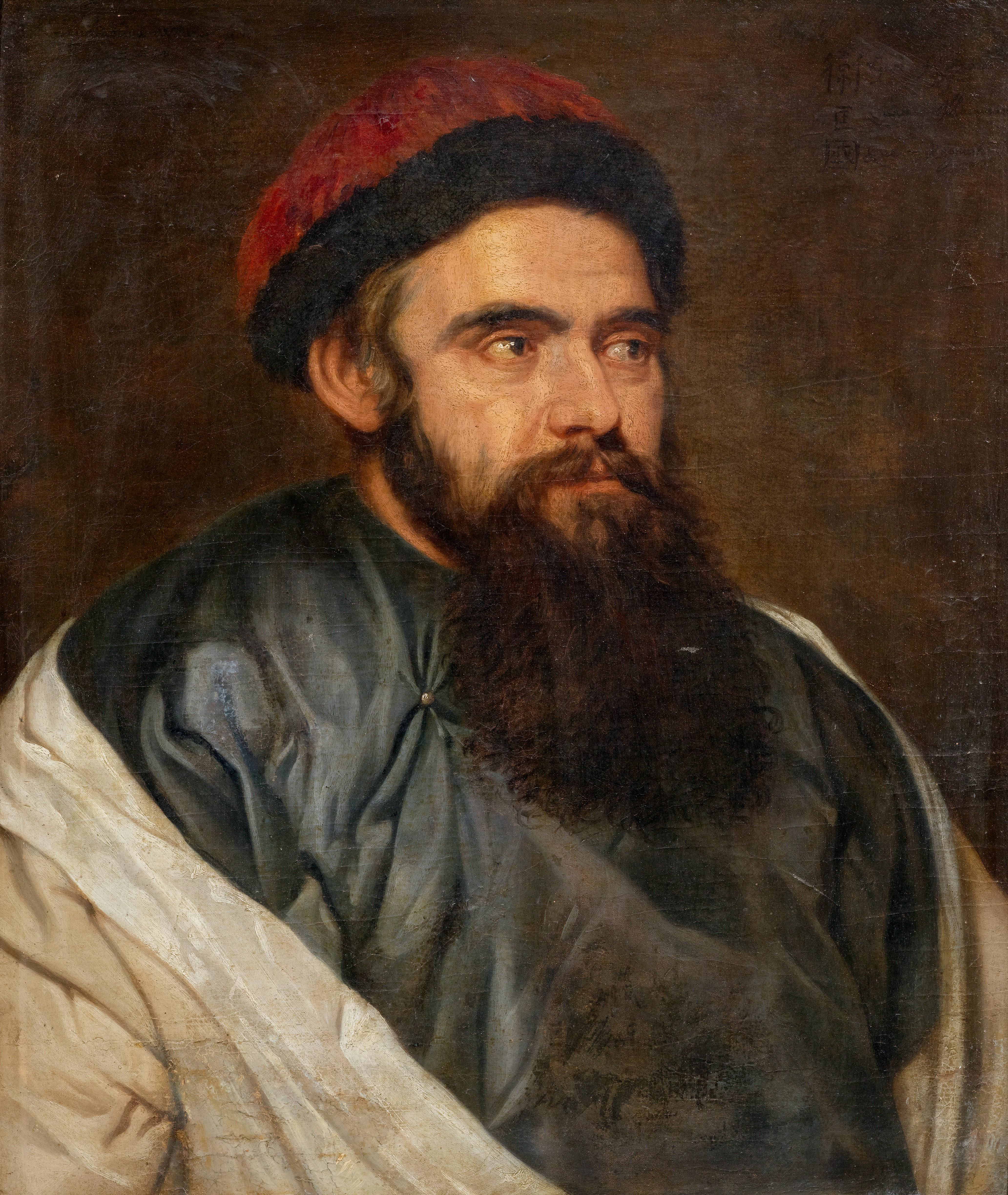
Martino Martini von Michaelina Wautier.

Martino Martini (chinesisch 衛匡國, Pinyin Wèi Kuāngguó; * 20. September 1614 in Trient, Fürstbistum Trient; † 6. Juni 1661 in Hangzhou, China) war ein österreichischer Jesuit, Kartograph und Historiker in China.

## Jugend

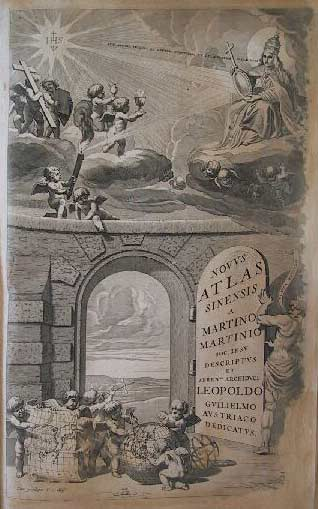
Titelseite des Novus Atlas sinensis von Martino Martini, Amsterdam, 1655.

Martini wurde in Trient, im damaligen Fürstbistum Trient geboren. Nach Beendigung der Schule in Trient 1631 trat er der Gesellschaft Jesu bei und wurde zum Studium der klassischen Literatur und der Philosophie an das Collegio Romano nach Rom gesandt (1634–37). Er entwickelte jedoch größeres Interesse an Astronomie und Mathematik und studierte unter Athanasius Kircher. Zu dieser Zeit war seine Bitte nach China entsandt zu werden schon von Mutius Vitelleschi, dem Generaloberen, befürwortet worden. Seine Theologischen Studien leistete er in Portugal (1637–39), als er bereits auf dem Weg nach China war. 1639 wurde er in Lissabon zum Priester geweiht.

## In China
1640 reiste er ab und erreichte Macau 1642, wo er Chinesisch lernte. 1643 zog er ins Landesinnere und nahm seinen Wohnsitz in Hangzhou, Zhejiang, von wo aus er viel reiste, um möglichst viele wissenschaftliche Informationen zusammenzutragen. Er sammelte vor allem geographische Daten, besuchte mehrere Provinzen, sowie Peking und die Chinesische Mauer und wirkte dabei vielfältig als Missionar, Gelehrter, Schriftsteller und Provinzial.
Bald nach seiner Ankunft in China fiel die Hauptstadt Beijing an die Rebellen von Li Zicheng (April 1644) und danach an die Mandschu. Der letzte Kaiser der Ming, Chongzhen (Zhu Youjian), erhängte sich. In Zhenjiang bemühte sich Martini um eine Zusammenarbeit mit dem Prinz von Tang, Zhu Youjian, der sich selbst als Kaiser Longwu (Südliche Ming-Dynastie) ausrief. Die Truppen der Mandschu erreichten jedoch schon bald Zhejiang. Martini berichtet (in einigen Ausgaben des De bello tartarico), wie er die Möglichkeit hatte, einfache Kontakte zu den neuen Herrschern aufzunehmen. Als Wenzhou in Zhejiang belagert wurde, war Martini zur selben Zeit in einer Mission für Zhu Yujian im Ort. Als die Stadt vor der Kapitulation stand, schmückte er das Haus mit einem großen roten Poster, auf dem mit sieben Zeichen stand: „Hier lebt ein Gelehrter des göttlichen Rechts der aus dem großen Westen gekommen ist.“ Darunter stellte er einen Tisch mit europäischen Büchern und astronomischen Instrumenten auf, die um ein Altarbild von Jesus Christus gruppiert waren. Als die Mandschutruppen anlangten, war der Kommandant so beeindruckt von der Ausstellung, dass er höflich auf Martini zuging und ihn fragte, ob er der neuen Qing-Dynastie seine Loyalität versprechen wolle. Martini stimmte zu und ließ sich nach Art der Mandschus den Kopf rasieren und tauschte seine chinesische Kleidung gegen die Tracht der Mandschus. Daraufhin erlaubten ihm die Mandschus in seine Kirche nach Hangzhou zurückzukehren und gaben ihm und der christlichen Gemeinde in Hangzhou den notwendigen Schutz.

## Reise nach Europa
1651 kehrte Martini als Delegierter der Chinesischen Mission nach Rom zurück. Über die Philippinen und dann auf einem niederländischen Handelsschiff reiste er nach Bergen, Norwegen, wo er am 31. August 1653 ankam. Von dort begab er sich über Amsterdam, Antwerpen, Wien und München nach Rom. Auf dem Weg traf er sich mit verschiedenen Druckern, um ihnen historisches und kartographisches Material zum Druck zu übergeben. Diese Drucke machten ihn berühmt.
In Leiden traf Martini auf Jacobus Golius, einen Gelehrten des Arabischen und Persischen.
Golius konnte kein Chinesisch, hatte aber in persischen Büchern über „Cathay“ gelesen und er wollte die Berichte der älteren Berichte über China klären, in denen Matteo Ricci und Bento de Góis behauptet hatten, dass „Cathay“ mit China identisch sei. Golius kannte die Diskussion um den chinesischen Kalender im Zij-i Ilkhani, einem Werk des Persischen Astronomen Nasir al-Din al-Tusi von 1272. Als Golius mit Martini zusammentraf, entdeckten sie, dass die Namen der Erdzweige und die Namen der 24 Jahreseinteilungen die Nasir al-Din im Persischen überlieferte, mit denen übereinstimmten, die Martini in China gelernt hatte. Martini veröffentlichte diese Geschichte im „Additamentum“ seines Atlas. Dadurch wurden die Europäischen Gelehrten letztendlich davon überzeugt, dass China und Cathay dasselbe Land sei.
Auf der Reise von den Niederlanden nach Rom vom Juli bis zum Spätsommer warb Martini auch um Sponsoren für die Mission. Bei der Durchreise besuchte er vom 25. bis zum 27. Juli 1654 den Landgrafen Ernst I. von Hessen-Rheinfels (1623–1693) auf dessen Burg Rheinfels bei St. Goar. Der katholische Fürst legte eine umfangreiche Niederschrift über die Vorträge Martinis über China und die Mission der Jesuiten an und dokumentierte so Martinis Missionswerbung. Auf der Reise traf Martini auch seinen 10-jährigen Cousin Eusebio Kino, der später ein weiterer berühmter Jesuit, Entdecker und Kartograph von Neuspanien werden sollte.

## Der Ritenstreit
Im Herbst 1654 erreichte Martini Rom. Dort erwartete ihn der schwierigste Teil seiner Reise. Er hatte für das Heilige Offizium einen langen, detaillierten Bericht der Jesuiten in China mitgebracht um ihre Methode der Inkulturation zu verteidigen. Die so genannten Chinesischen Riten (Ahnenkult, konfuzianische Opfer) wurden den chinesischen neubekehrten Christen von den Missionaren gestattet. Die Diskussionen und Debatten erstreckten sich über fünf Monate, bis die Propaganda Fide endlich einen Erlass zu Gunsten der Jesuiten verabschiedete (23. März 1656). Diese Schlacht war gewonnen, der Streit war jedoch noch lange nicht beigelegt.

## Rückkehr nach China
1658 langte Martini nach einer sehr beschwerlichen Reise mit dem Erlass endlich wieder in China an und engagierte sich sofort wieder in pastoralen und missionarischen Aufgaben im Gebiet von Hangzhou, wo er eine dreischiffige Kirche, die Kathedrale der Unbefleckten Empfängnis erbauen ließ, die als eine der schönsten des Landes galt (1659–61). Die Kirche war gerade fertig geworden, als er an der Cholera starb.

## Post-mortem-Phänomen

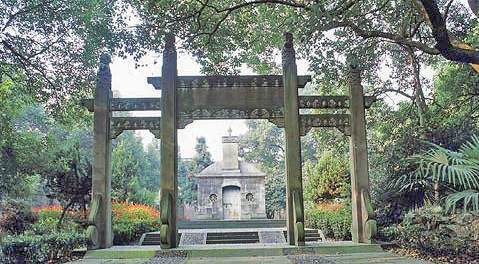
Martinis Grab in Hangzhou

Prosper Intorcetta berichtet, dass Martinis Leichnam noch nach zwanzig Jahren unverändert gewesen sei. Dadurch wurde sein Grab zu einem wichtigen Kultort nicht nur für Christen, bis er 1877, aufgrund eines Verdachts der Götzenverehrung nochmals bestattet wurde.

## Vermächtnis
Das Interesse der Wissenschaft an den Werken Martini nimmt mit der Zeit zu. Er gilt mittlerweile als Vater der Chinesischen Geographischen Wissenschaft. Bei einer internationalen Konferenz in Trient sagte ein Mitglied der Chinesischen Akademie der Sozialwissenschaften, Ma Yong: "Martini war der erste, der die Geschichte und Geographie Chinas mit strikter wissenschaftlicher Objektivität studierte; der Umfang seines Wissens in chinesischer Kultur, die Exaktheit seiner Beobachtungen, die Tiefe seines Verständnisses für alles Chinesische sind vorbildlich für alle modernen Sinologen." Ferdinand von Richthofen nennt Martini "den führenden Geographen der Chinesischen Mission, der niemals übertroffen und nur selten erreicht wurde während des 18. Jahrhunderts; es gab keinen anderen Missionar, davor oder danach, der so guten Gebrauch von seiner Zeit machte, um Informationen über das Land zu sammeln". (China, I, 674 sq.)

## Werke

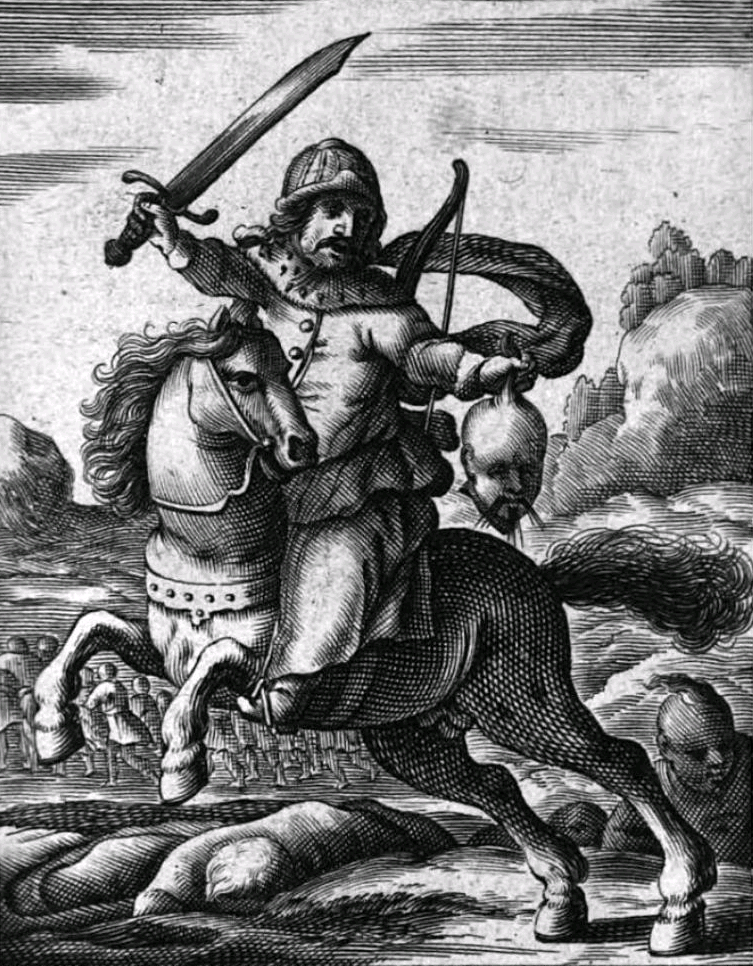
Europäische darstellung eines Mandschu-Kriegers auf der Titelseite von Martinis Regni Sinensis a Tartaris devastati enarratio.

- Martinis wichtigstes Werk ist der Novus Atlas Sinensis, der als Band 10 von Joan Blaeus Atlas Maior 1655 in Amsterdam erschien. Der Band hatte 171 Folio-Seiten mit Text und 17 Karten. Laut den französischen Jesuiten enthielt nicht einmal Du Haldes monumentale Description…de la Chine so viel Information.[9][10]
- Das große chronologische Werk über die Geschichte Chinas von den Anfängen erschien nur der erste Teil bis zur Geburt Jesu: Sinicæ Historiæ Decas Prima. (München 1658).
- Seine Geschichte De Bello Tartarico Historia. (Antwerpen 1654) ist besonders wichtig für die chinesische Geschichte, da Martini selbst in der Krisenzeit in China lebte. Das Werk wurde in mehrere Sprachen übersetzt. Eine spätere Version Regni Sinensis a Tartaris devastati enarratio. (1661); verfügt über einige Ergänzungen sowie einen Index.
- Missionsgeschichtlich interessant ist sein Brevis Relatio de Numero et Qualitate Christianorum apud Sinas. (Brüssel, 1654).
- Darüber hinaus verfasste Martini mehrere theologische und apologetische Werk in Chinesisch, unter anderem ein Traktat Qiuyou pian 逑友篇 / De Amicitia (Hangzhou, 1661) das möglicherweise der erste Traktat eines Europäers war, der in China veröffentlicht wurde.
- Er übersetzte verschiedene Werke, wie zum Beispiel die Werke von Francisco Suarez.
- Grammatica Linguae Sinensis 1652–1653. Die erste Grammatik des Mandarin und der chinesische Sprache, die in M. Thévenots Relations des divers voyages curieux (1696) veröffentlicht wurde.[11]

Ausgaben
- Opera Omnia, vol. I, Lettere e documenti, a cura di Giuliano Bertuccioli, Trento, Università degli Studi di Trento, 1998
- Opera Omnia, vol. II, Opere minori, a cura di Giuliano Bertuccioli, Trento, Università degli Studi di Trento, 1998
- Opera Omnia, vol. III, Novus Atlas Sinensis [1655], con note di Giuliano Bertuccioli, Trento, Unitn, 2002, con un volume di complemento intitolato Tavole (le diciassette carte geografiche dell’Atlas riprodotte in folio).
- Opera Omnia, vol. IV, Sinicae Historiae Decas Prima, a cura di Federico Masini e Luisa M. Paternicò, Trento, 2010.
- Opera Omnia, vol. V, De Bello Tartarico Historia e altri scritti, a cura di Federico Masini, Luisa M. Paternicò e Davor Antonucci, Trento, 2014.